# フロニャック
フロニャック（仏: Flaugnac）は、フランス南西部のロット県に属するコミューン。

## 地理
県の南部、タルヌ＝エ＝ガロンヌ県との境付近に位置し、県都のカオールから南へ20km、小郡の中心地のカステルノ＝モントラティエから東へ4kmほどのところにある。以前はケルシー県に属していた。広大な丘陵地に住居群が点在し、ほとんどの住居は屋根が薄い茶色に塗られている。ところどころに湖もあり、周辺の草原と相俟って風光明媚な雰囲気を出している。幹線道路のD19が街の北に通っている。

## 行政
- 市長：ジャン＝ベルナール・サユック（Jean-Bernard Sahuc、2008年3月から）
- 前市長：モニーク・クブール（Monique Quèbre、2001年3月から2008年まで）

## 人口の推移
| 1962年 | 1968年 | 1975年 | 1982年 | 1990年 | 1999年 | 2006年 |
| ------ | ------ | ------ | ------ | ------ | ------ | ------ |
| 393    | 445    | 381    | 389    | 376    | 380    | 405    |

INSEEより。

## 出身有名人
- ベレンジェール・ド・ロクフイユ - ロクフイユ＝ブランクフォール家の一人で、中世後期の領主
- ジャン・ラルティゴー - ケルシー県を専門とする歴史学者、中世研究家